# Lucile Randon
Sœur André
Pour les articles homonymes, voir Randon et André.
Lucile Randon, en religion sœur André, née le 11 février 1904 à Alès et morte le 17 janvier 2023 à Toulon, est une religieuse vincentienne, infirmière et supercentenaire française.
Jusqu'à sa mort, elle est officiellement la doyenne des Français à partir du 19 octobre 2017 (à 113 ans, 7 mois et 8 jours), la doyenne des Européens à  partir du 18 juin 2019, et la doyenne de l'humanité à compter du 19 avril 2022 (à 118 ans, 2 mois et 8 jours).
Compte tenu des connaissances de l'état civil en 2023, elle est la quatrième personne la plus âgée de tous les temps et la deuxième en France et en Europe après Jeanne Calment.

## Biographie

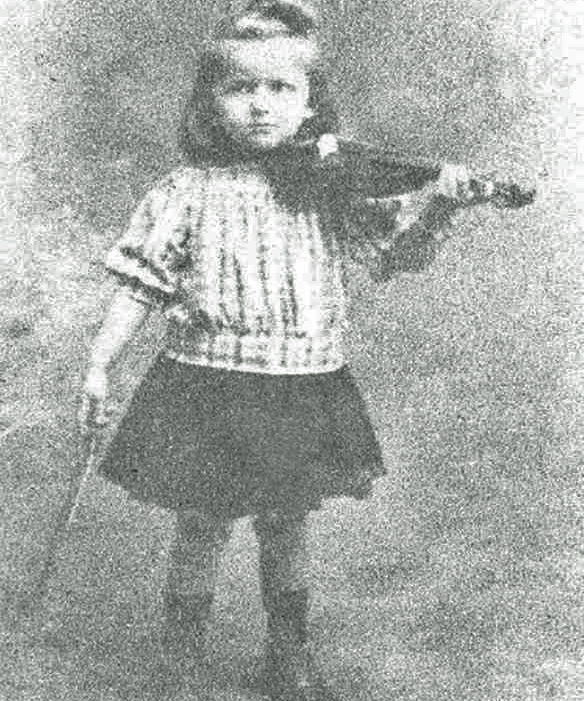
Lucile Randon, enfant, avec un violon.

### Famille et jeunesse
Lucile Randon naît le 11 février 1904 à Alais (Alès depuis 1926),, de Paul Randon, instituteur à l'école primaire supérieure de la ville, né le 17 juin 1866 à Sainte-Croix-Vallée-Française en Lozère, et d'Alphonsine Delphine Yéta Soutoul, née le 27 mars 1869 à Cros dans le Gard. Elle naît avec une sœur jumelle, Lydie, qui meurt l’année suivante, le 4 août 1905, dans la même ville.
La famille est protestante huguenote et le grand-père de Lucile est pasteur, mais ses parents ne sont pas pratiquants. Lucile Randon a deux frères aînés,, dont André né en 1892 à Saint-Hippolyte-du-Fort, dans le Gard.

### Vie professionnelle
En 1924, âgée de 20 ans, elle devient gouvernante de trois enfants à Marseille chez un médecin,.
En 1928, elle est engagée à Versailles comme institutrice dans la famille Peugeot,. Elle s'est ainsi rapprochée de son frère aîné André qui, le 7 avril 1921, a été nommé juge de paix à Houdan,, ville proche de Versailles.
En 1930, elle rejoint la famille d'un autre industriel, la famille Borionne, comme gouvernante et institutrice, où elle va rester quatorze ans, à Paris puis en Ardèche,.

### Entrée en religion
En 1923, après avoir fait son catéchuménat chez les sœurs de Notre-Dame du Cénacle à Paris, elle y reçoit le baptême catholique et y fait sa première communion. En 1944, elle entre dans la maison des Filles de la charité pour accomplir son noviciat, rue du Bac à Paris. Elle prend alors en religion le nom de « sœur André » — sans « e » final puisqu'elle se nomme ainsi en référence à son frère aîné André, lequel était perplexe vis-à-vis de son entrée en religion.
En 1945, sœur André part en mission à l'hôpital de Vichy, au service de quarante orphelins et de personnes âgées ; elle y reste vingt-huit ans. En 1973, elle est envoyée à l’hôpital de La Baume-d'Hostun, dans la Drôme, pour les gardes de nuit.

### Retraite
En 1979, âgée de 75 ans, elle prend sa retraite et entre à la maison de retraite (devenue établissement d'hébergement pour personnes âgées dépendantes (Ehpad) en 2002) des Marches en Savoie, où elle passe trente ans. Le 25 octobre 2009, elle arrive à Toulon et entre à l'Ehpad « Sainte-Catherine-Labouré », à l'âge de 105 ans.
Dans les années 2010, elle développe une déficience visuelle suffisante pour être assimilée à de la cécité.
En octobre 2017, elle devient la doyenne des Français, puis la doyenne des Européens en juin 2019.
En janvier 2021, à presque 117 ans, sœur André est testée positive à la Covid-19 comme une grande partie des pensionnaires de l'établissement, mais guérit dans les semaines suivantes,,.
En avril 2022, elle devient la doyenne de l'humanité.

### Mort
Sœur André meurt à l’âge de 118 ans et 340 jours, dans son sommeil, le 17 janvier 2023, au sein de l'Ehpad Sainte-Catherine-Labouré proche de Toulon
, faisant ainsi de Maria Branyas Morera la nouvelle doyenne de l'humanité.

## Doyennetés
À la mort d'Honorine Rondello le 19 octobre 2017, sœur André devient la doyenne officielle des Français,.
Le 25 mars 2019, elle devient, après Jeanne Calment, la deuxième personne française la plus âgée de tous les temps dont l'âge a été officiellement validé, puis les 11 février 2021 et 11 février 2022 la deuxième personne française à avoir atteint les âges de 117 ans et 118 ans. Le 18 juin 2019, après la mort de l'Italienne Maria Giuseppa Robucci, elle devient également la doyenne d'Europe et la deuxième personne vivante la plus âgée au monde dont l'âge est officiellement validé, derrière la Japonaise Kane Tanaka. Le 28 juin 2021, elle surpasse l'âge d'Emma Morano et devient la deuxième personne européenne la plus âgée de tous les temps.
Le 5 octobre 2021, à la suite de la mort de la Brésilienne Francisca Celsa dos Santos, sœur André devient la dernière personne vivante connue à être née en 1904. Elle est également la seule personne à avoir dépassé l'âge de 118 ans sans le statut de doyenne de l'humanité et la première Française depuis Jeanne Calment à avoir survécu à tous ses compatriotes nés jusqu'à six années après elle.
Le 19 avril 2022, elle devient la doyenne de l'humanité, à la mort de la Japonaise Kane Tanaka,, à 118 ans et 67 jours.
À la suite de la mort de la Polonaise Tekla Juniewicz survenu le 19 août 2022, sœur André a survécu à l'ensemble des humains nés jusqu'à trois ans après elle.